# Volkswagen Sharan
Volkswagen Sharan – samochód osobowy typu minivan klasy średniej produkowany pod niemiecką marką Volkswagen w latach 1995–2022.

## Pierwsza generacja

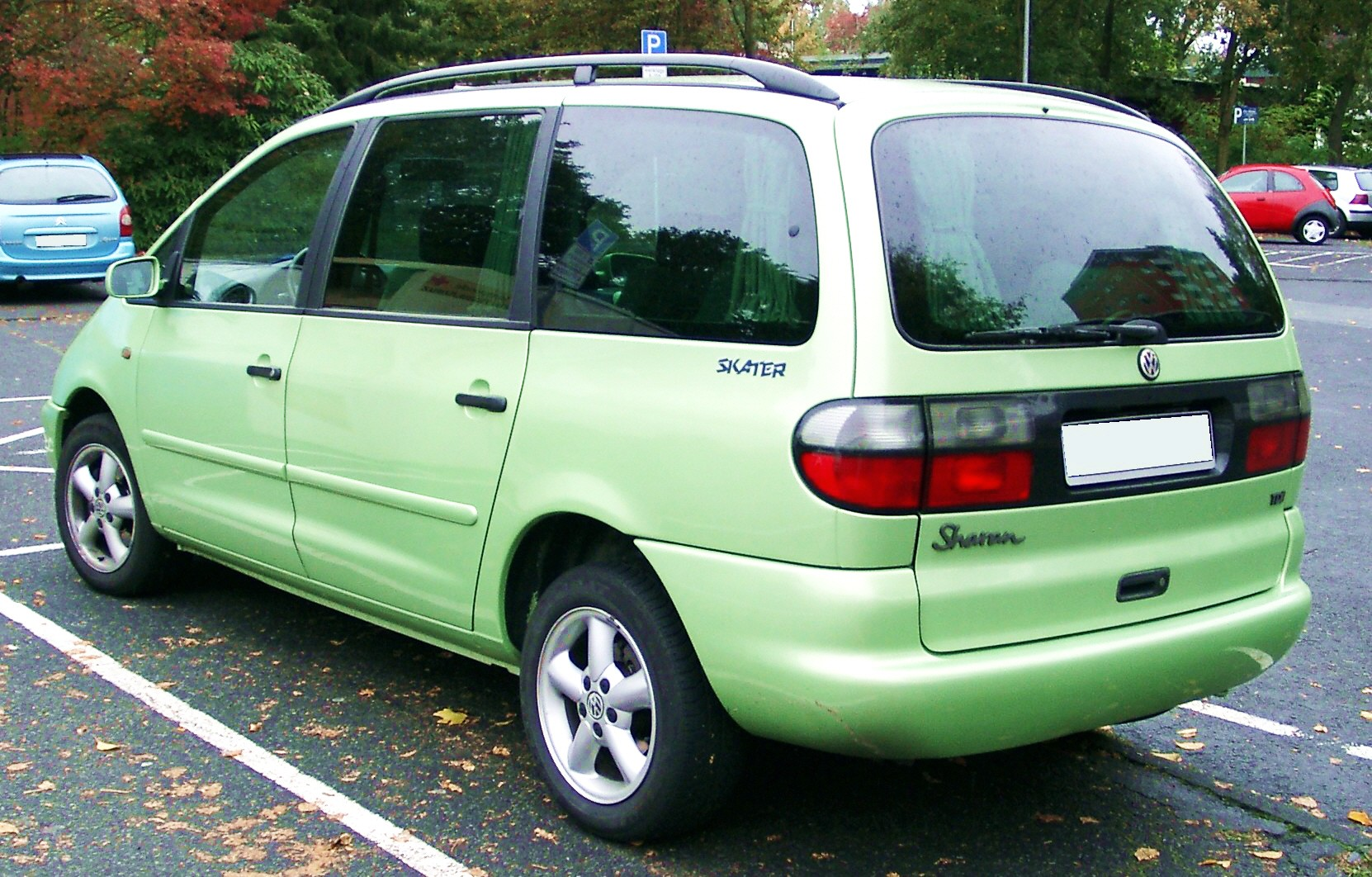
Volkswagen Sharan I - tył

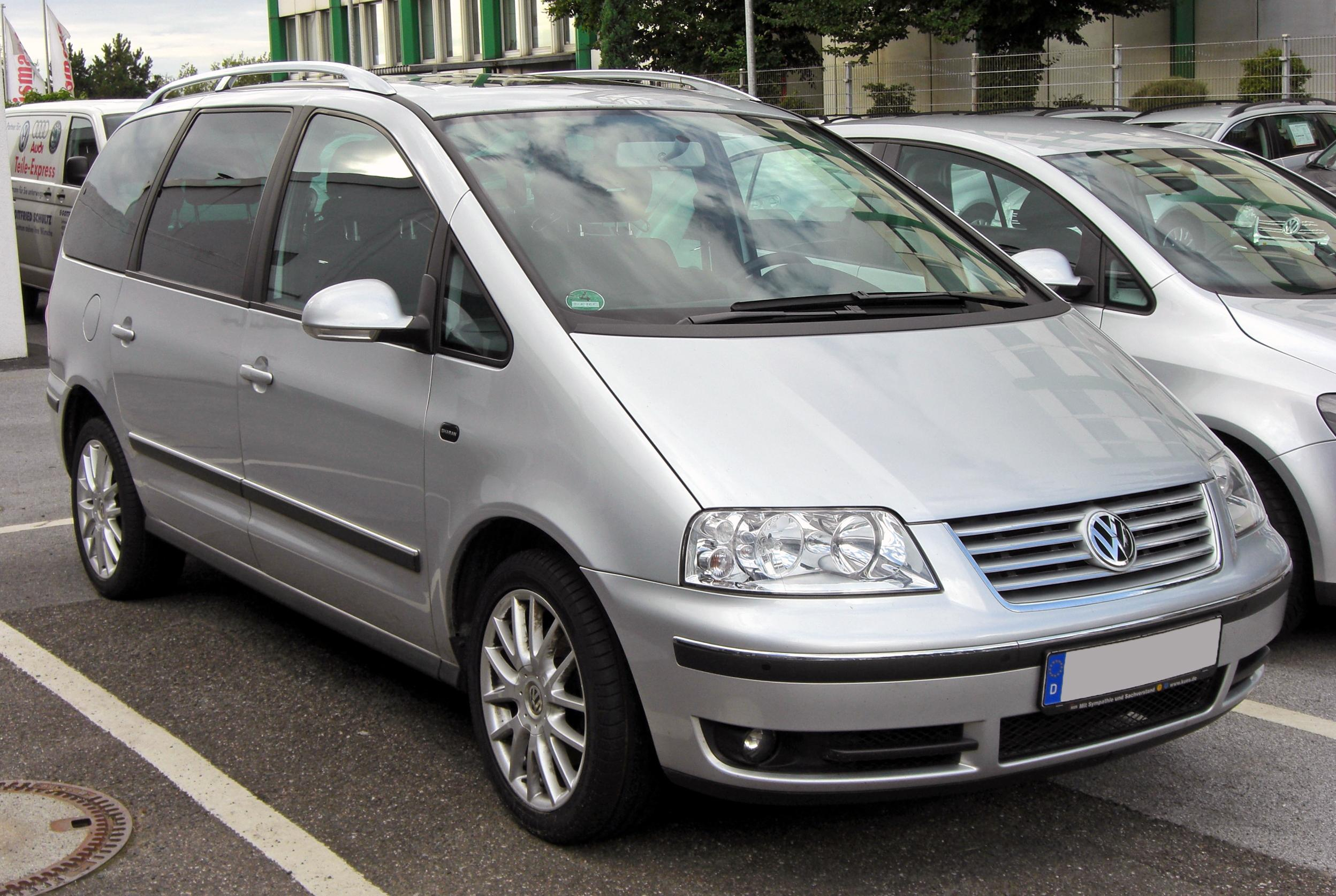
Volkswagen Sharan I po drugim liftingu

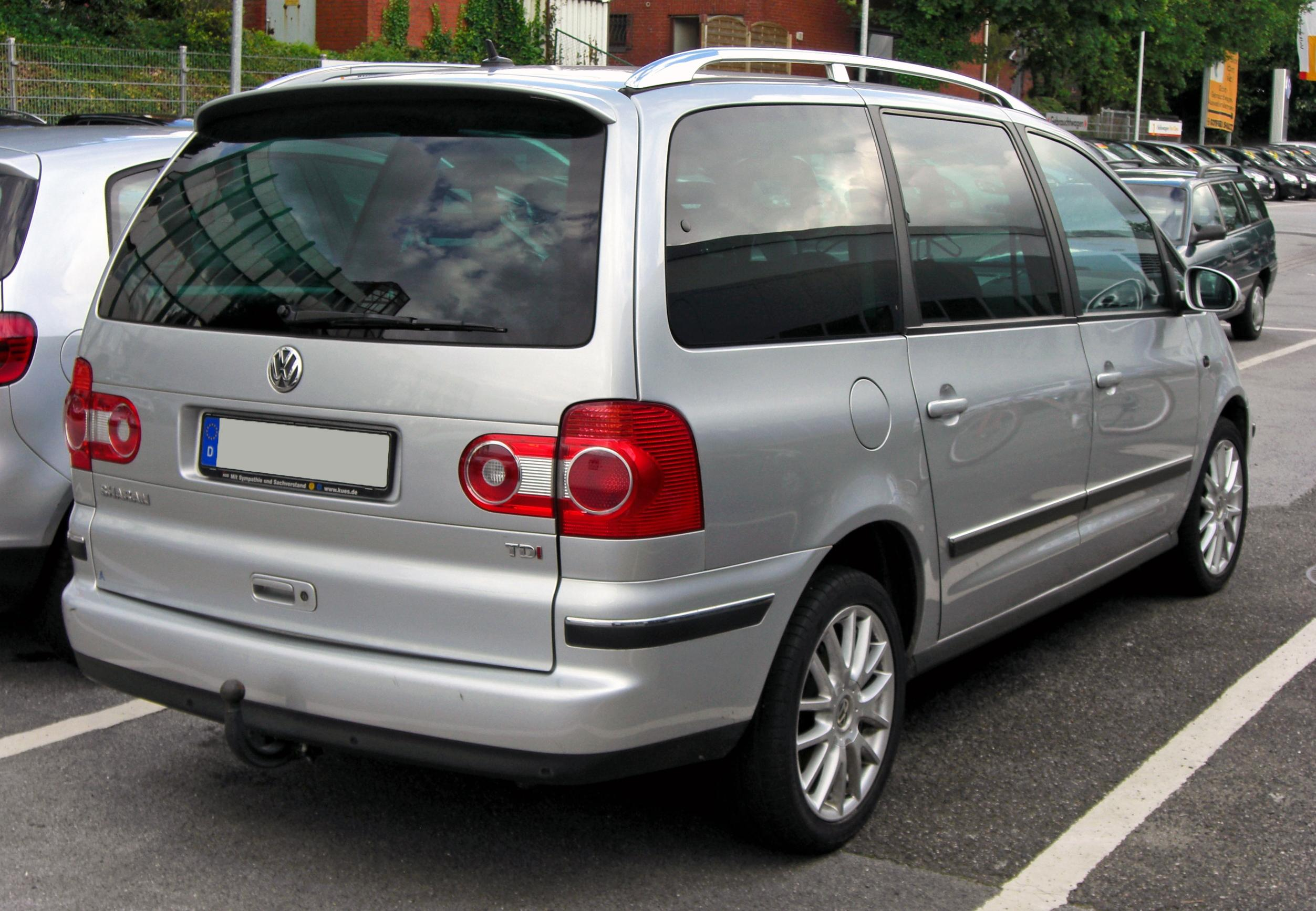
Volkswagen Sharan I - tył po drugim liftingu

Volkswagen Sharan I zaprezentowano po raz pierwszy w 1995 roku.
Nazwa Sharan pochodzi z języka perskiego i oznacza króla.
Pojazd został po raz pierwszy oficjalnie zaprezentowany w 1995 roku jako pierwszy z bliźniaczych modeli produkowanych we współpracy z amerykańskim koncernem motoryzacyjnym Ford Motor Company (Volkswagen Sharan, SEAT Alhambra, Ford Galaxy). Projektując pojazd, Volkswagen odpowiadał za układ napędowy modeli oraz czuwał nad całością projektu, a Ford odpowiedzialny był za budowę karoserii i nadzór nad procesem produkcji, który zlokalizowano w Portugalii.
W 2000 roku auto przeszło pierwszy, gruntowny lifting. Zmodyfikowany został m.in. pas przedni pojazdu w którym zastosowane zostały zupełnie nowe reflektory, atrapa chłodnicy oraz zderzak, a także tylne lampy pojazdu. W 2004 roku auto przeszło delikatną modernizację. Zmodyfikowane zostały m.in. tylne lampy, a  dodatkowe kierunkowskazy przeniesiono z błotników na lusterka boczne. Rok później do gamy jednostek napędowych pojazdu wprowadzony został wysokoprężny silnik TDI o pojemności 2 l i mocy 140 KM.

### Wersje wyposażeniowe
- Exclusive
- Freestyle
- Highline
- Goal
- Pacific
- Skater
- Tour
- Family
- United
- Special
- Cruise
- Business

W zależności od wersji wyposażeniowej pojazdu oraz rocznika produkcji danego egzemplarza pojazd wyposażony może być m.in. w system ABS i ESP, elektryczne sterowanie szyb, elektryczne sterowanie lusterek, wielofunkcyjną kierownicę oraz klimatyzację manualną lub automatyczną, a także skórzaną tapicerkę i podgrzewane przednie fotele.

### Silniki
| Wersja                | Silnik:                          | Układ zasilania:     | Kod Silnika:       | Średnica × skok tłoka: | St. sprężania:     | Moc maksymalna:                    | Maks. moment obrotowy                  | 0–100 km/h:        | V-max:              |
| Silniki benzynowe:    | Silniki benzynowe:               | Silniki benzynowe:   | Silniki benzynowe: | Silniki benzynowe:     | Silniki benzynowe: | Silniki benzynowe:                 | Silniki benzynowe:                     | Silniki benzynowe: |                     |
| --------------------- | -------------------------------- | -------------------- | ------------------ | ---------------------- | ------------------ | ---------------------------------- | -------------------------------------- | ------------------ | ------------------- |
| 1.8 T                 | R4 1,8 l (1781 cm³), DOHC, turbo | wtrysk Motronic      | AJH, AWC           | 81,00 mm × 86,40 mm    | 9,5:1              | 150 KM (110 kW) przy 5800 obr./min | 210 N•m przy 1800 obr./min             | 10,9 s [12,1 s]    | 199 km/h [195 km/h] |
| 2.0                   | R4 2,0 l (1984 cm³), SOHC        | wtrysk Motronic      | ADY, ATM           | 82,50 mm × 92,80 mm    | 10,5:1             | 115 KM (84 kW) przy 5200 obr./min  | 170 N•m przy 2600 obr./min             | 15,2 s [17,2 s]    | 177 km/h [173 km/h] |
| 2.8 VR6               | VR6 2,8 l (2792 cm³), DOHC       | wtrysk Motronic      | AAA, AMY, AYL      | 81,00 mm × 90,30 mm    | 10,7:1             | 204 KM (150 kW) przy 6200 obr./min | 265 N•m przy 3400 obr./min             | 9,9 s [10,4 s]     | 217 km/h [212 km/h] |
| Silniki wysokoprężne: |                                  |                      |                    |                        |                    |                                    |                                        |                    |                     |
| 1.9 TDI 90            | R4 1,9 l (1896 cm³), SOHC, turbo | Pompa VP37 Wtrysk PD | 1Z, AHU, ANU(PD)   | 79,50 mm × 95,50 mm    | 19,5:1             | 90 KM (66 kW) przy 4000 obr./min   | 210 N•m przy 1900 obr./min 240 N•m(PD) | 17,2 s             | 164 km/h            |
| 1.9 TDI 110           | R4 1,9 l (1896 cm³), SOHC, turbo | Pompa VP37           | AFN, AVG           | 79,50 mm × 95,50 mm    | 19,5:1             | 110 KM (84 kW) przy 4000 obr./min  | 235 N•m przy 1900 obr./min             | 12,7 s             | 181 km/h            |
| 1.9 TDI 116           | R4 1.9 l SOHC , turbo            | Wtrysk PD            | AUY, BVK           | 79,50 mm x 95,50 mm    | 18,0:1             | 116 KM (85 kW) przy 4000           | 285 N*m przy 1900                      | 12,7 s             | 185 km/h            |
| 1.9 TDI 130           | R4 1,9 l (1896 cm³), SOHC, turbo | Wtrysk PD            | ASZ                | 79,50 mm × 95,50 mm    | 19,0:1             | 130 KM (95 kW) przy 4000 obr./min  | 310 N•m przy 1900 obr./min             | 12,8 s             | 188 km/h            |
| 1.9 TDI 150           | R4 1,9 l (1896 cm³), SOHC, turbo | Wtrysk PD            | BTB                | 79,50 mm × 95,50 mm    | 19,0:1             | 150 KM (110 kW) przy 4000 obr./min | 310 N•m przy 1900 obr./min             | 11,9 s             | 198 km/h            |
| 2.0 TDI 140           | R4 2,0 l (1968 cm³), SOHC, turbo | Wtrysk PD            | BVH, BRT           | 81,00 mm × 95,50 mm    | 18,5:1             | 140 KM (103 kW) przy 4000 obr./min | 310 N•m przy 1750-2500 obr./min        | 12,2 s             | 192 km/h            |

## Druga generacja

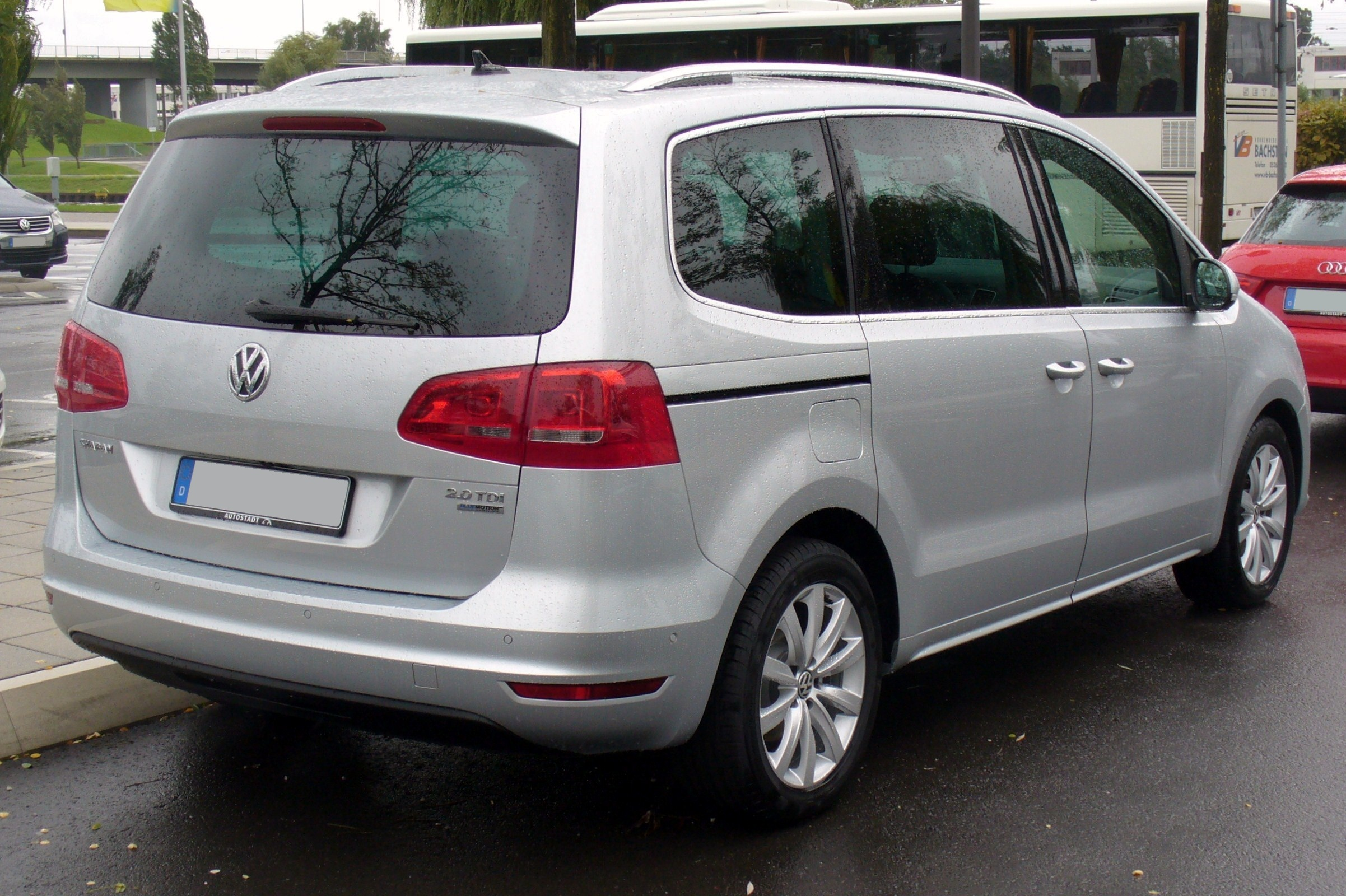
Volkswagen Sharan II - tył

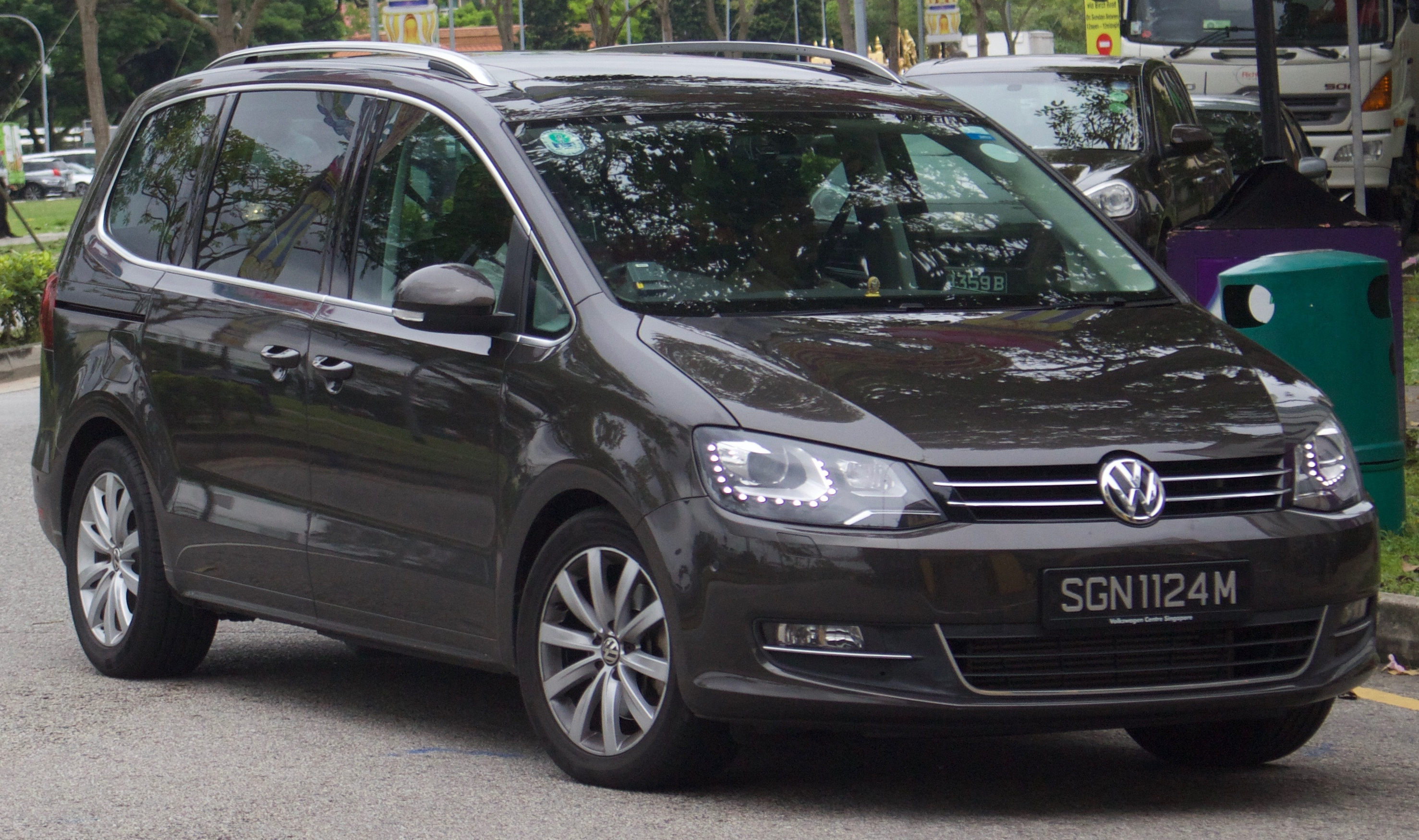
Volkswagen Sharan II po liftingu

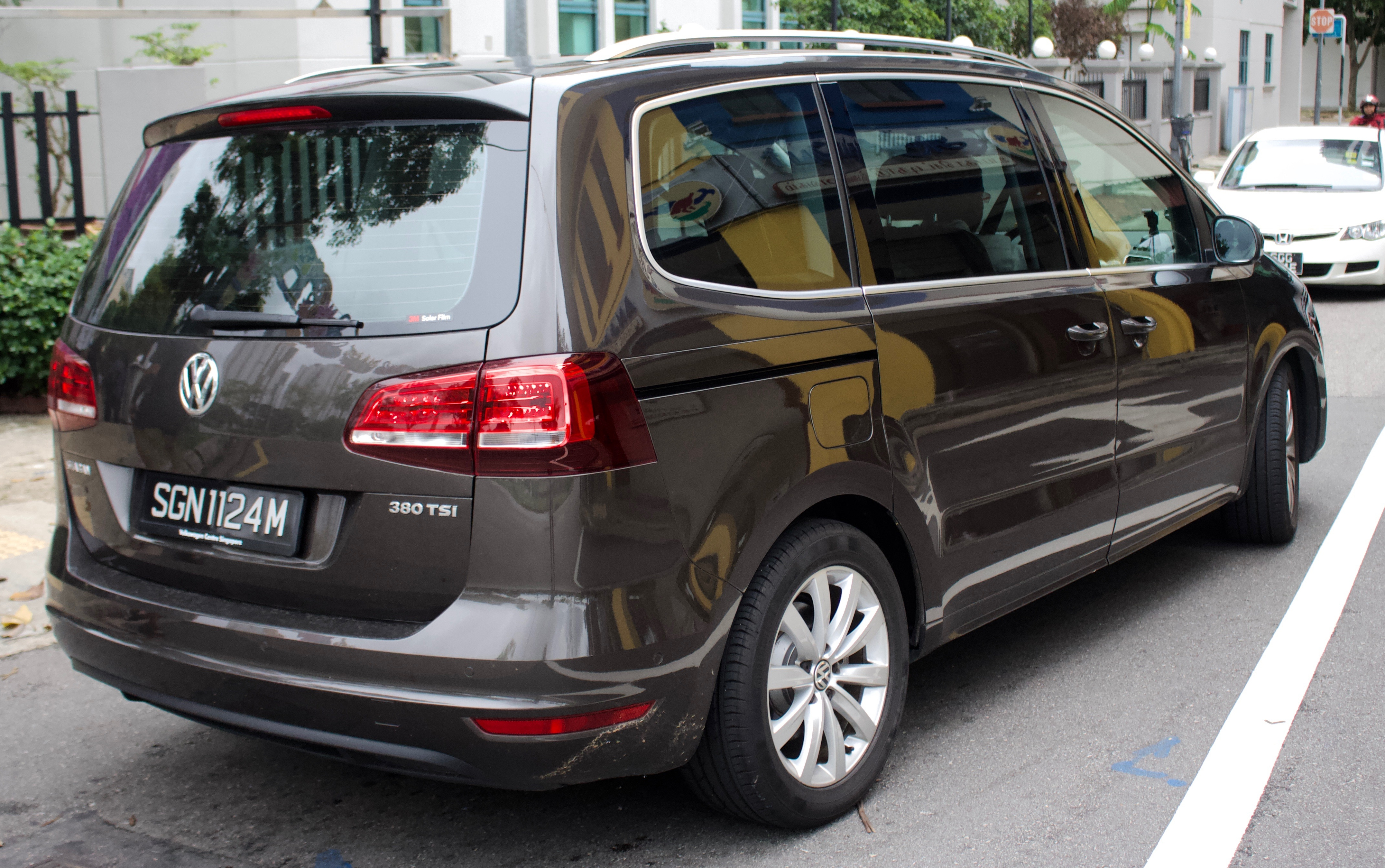
Volkswagen Sharan II - tył po liftingu

Volkswagen Sharan II został po raz pierwszy oficjalnie zaprezentowany podczas targów motoryzacyjnych w Genewie w 2010 roku.
Samochód został zaprojektowany przez Waltera de Silvę. Nawiązuje stylistycznie do modeli Polo V oraz Golf VI.
W 2015 roku auto przeszło delikatną modernizację. Z zewnątrz pojazdu jedyną zmianą w stosunku do modeli z poprzednich lat produkcji są nowe lampy tylne wykonane w technologii LED, a także paleta lakierów nadwozia. We wnętrzu pojazdu zmodyfikowana została kolumna kierownicza oraz wprowadzono opcjonalną funkcję masażu w 12-stopniowo regulowanych fotelach. Do list wyposażenia standardowego pojazdu dodano system automatycznego hamowania po kolizji, a do listy wyposażenia opcjonalnego dodano system Front Assist monitorujący przestrzeń wokół samochodu, funkcję awaryjnego hamowania w mieście, adaptacyjny tempomat z systemem regulacji odległości od poprzedzającego pojazdu, system monitorujący martwe pole, a także system Rear Traffic Alert, który podczas manewrowania pojazdem na biegu wstecznym ostrzega o nadjeżdżających z boku pojazdach. Przy okazji liftingu odświeżona i zmodyfikowana została paleta jednostek napędowych, które mają być o 15% oszczędniejsze oraz spełniać normy emisji spalin Euro 6. 
Samochód pozostał w produkcji do czwartego kwartału 2022 roku po 27 latach obecności na rynku. W listopadzie 2019 roku zaprezentowano jego następcę, czyli Volkswagen Viloran. Samochód nie otrzymał następcy nigdzie poza Chinami. 

### Wersje wyposażeniowe
- Trendline (S)
- Comfortline (SE)
- Highline (SEL)
- Executive
- Beach – wersja specjalna
- Ocean – wersja specjalna
- United – wersja specjalna

Standardowe wyposażenie podstawowej wersji Trendline obejmuje m.in. system ABS i ESP z EDS, 7 poduszek powietrznych, elektryczne sterowanie szyb, podgrzewanie oraz elektryczne sterowanie lusterek, trzystrefową klimatyzację automatyczną, 8-głośnikowy system audio z radiem CD/MP3 oraz 16-calowe felgi.
Bogatsza wersja Comfortline dodatkowo wyposażona została m.in. w 16-calowe alufelgi, elektrycznie sterowany fotel kierowcy, skórzaną kierownicę, fotochromatyczne lusterko wsteczne, czujnik deszczu oraz system Light Assist przełączający automatycznie światła drogowe na mijania. Najbogatsza wersja Highline dodatkowo wyposażona została 17-calowe alufelgi, światła przeciwmgłowe z funkcją doświetlania zakrętów, podgrzewane przednie siedzenia, sportowe fotele z Alcantarą oraz wielofunkcyjną kierownicę.
Opcjonalnie auto wyposażyć można m.in. w reflektory biksenonowe z funkcją Dynamic Light Assist (dynamiczne wspomaganie kierownicy przy zmianie świateł z mijania na drogowe), system Park Assist, adaptacyjną regulację zawieszenia DCC, skórzaną tapicerkę, system bezkluczykowy, panoramiczny rozsuwanych dach oraz system nagłośnieniowy Dynaudio o mocy 300 W.

### Silniki
Benzynowe:
- R4 1.4 TSI 150 KM
- R4 2.0 TSI 200 KM
- R4 2.0 TSI 220 KM

Wysokoprężne:
- R4 1.6 TDI 115 KM
- R4 2.0 TDI 140 KM
- R4 2.0 TDI 150 KM
- R4 2.0 TDI 170 KM
- R4 2.0 TDI 177 KM
- R4 2.0 TDI 184 KM